# Gyenesdiás
Gyenesdiás är en ort i Ungern.   Den ligger i provinsen Zala, i den västra delen av landet, 160 km sydväst om huvudstaden Budapest. Gyenesdiás ligger 123 meter över havet och antalet invånare är 2 796. Den ligger vid sjöarna  Keszthelyi-öböl Fűzfői-öböl och Balaton.
Terrängen runt Gyenesdiás är platt åt sydväst, men åt nordost är den kuperad. Terrängen runt Gyenesdiás sluttar söderut. Runt Gyenesdiás är det ganska tätbefolkat, med 86 invånare per kvadratkilometer. Närmaste större samhälle är Keszthely, 3,3 km väster om Gyenesdiás. I omgivningarna runt Gyenesdiás växer i huvudsak blandskog.